# Lithocarpus fohaiensis
Lithocarpus fohaiensis (Hu) A.Camus – gatunek roślin z rodziny bukowatych (Fagaceae Dumort.). Występuje naturalnie w południowych Chinach – w południowym Junnanie. 

## Morfologia
PokrójZimozielone drzewo dorastające do 25 m wysokości.
LiścieBlaszka liściowa ma podłużny lub podłużnie odwrotnie jajowaty kształt. Mierzy 15–24 cm długości oraz 5–8 cm szerokości, jest całobrzega, ma klinową nasadę i spiczasty wierzchołek. Ogonek liściowy jest nagi i ma 10–30 mm długości.
OwoceOrzechy o kształcie od stożkowatego do kulistego, dorastają do 14–30 mm długości i 15–25 mm średnicy. Osadzone są pojedynczo w miseczkach w kształcie kubka, które mierzą 8–13 mm długości i 20–25 mm średnicy. Orzechy otulone są w miseczkach do 25–50% ich długości.

## Biologia i ekologia
Rośnie w widnych lasach częściowo zrzucających liście. Występuje na wysokości od 600 do 1500 m n.p.m. Kwitnie od marca do maja, natomiast owoce dojrzewają w sierpniu.